# Kate Mulvany
Kate Mulvany, född 24 februari 1977 i Geraldton, Western Australia, är en australisk skådespelare.
Mulvany har bland annat medverkat i TV-serierna Hunters (2020-2023), The Twelve från 2022 och The Clearing från 2023. Hon har även medverkat i filmen Elvis från 2022.

## Filmografi (i urval)
- 2020-2023: Hunters
- 2022: The Twelve
- 2022: Elvis
- 2023: The Clearing